# Bitwa o Vĩnh Yên
Bitwa o Vĩnh Yên (wiet. Trận Vĩnh Yên) – bitwa między siłami Unii Francuskiej, a Việt Minh trwająca od 13 do 17 stycznia 1951 roku podczas I wojny indochińskiej. Siłami Unii przewodził francuski bohater II wojny światowej Jean de Lattre de Tassigny, który po ciężkich walkach zadał ostatecznie klęskę siłom Việt Minh dowodzonymi przez Võ Nguyên Giápa. Bitwa stanowiła zwrot w wojnie, wcześniej charakteryzującej się ciągiem zwycięstw komunistów.

## Historia

### Preludium
Po II wojnie światowej Việt Minh rozpoczął wojnę partyzancką przeciwko Francuzom, aby usunąć ich z ich kolonii w Indochinach. W 1951 roku Võ Nguyên Giáp dowódca Việt Minh zdecydował wydać się Francuzom regularną bitwę. Francuzi okupowali większość kraju, ale Việt Minh zajmował znaczną część wsi, co umożliwiało szybki i łatwy dostęp do różnych kluczowych punktów. Giáp dysponował pięcioma dywizjami – wszystkie zostały wyposażone przez Chińczyków, każda z nich składała się z ok. 10 000 żołnierzy. Cztery z pięciu dywizji znajdowały się około 240 km na północ od Hanoi, w regionie Việt Bắc, czyli przy granicy chińskiej.
Przy takowym układzie sił Giáp wybrał na cel Vĩnh Yên leżące 48 km na północ od Hanoi. W razie sukcesu zająłby to miasto, być może nawet kończąc wojnę. Chciał uderzyć na wysunięte stanowiska, zorganizować zasadzkę na posiłki, a następnie zająć główny garnizon francuski.

### Bitwa
Pierwsza faza operacji prawie się powiodła. Francuska grupa mobilna wpadła w zasadzkę i ledwo się wyrwała, oba jej bataliony poniosły ciężkie straty. Jednak Francuzi dysponowali siłami powietrznymi, więc przerzucili wsparcie. Giáp poppełnił błąd decydując się na atak ludzkiej fali, która bez większych problemów została rozbita atakiem bombowców nurkujących oraz zrzucanym napalmem i ostrzałem artyleryjskim.
Francuzi także wykazali się niemałą odwagą. Niespełna stu żołnierzy kolonialnych na jednym odcinku pola bitwy odpierało przez cały dzień atak dywizji wietnamskiej.
Do południa 17 stycznia 1951 roku dręczone atakami lotnictwa dywizje wietnamskie wycofały się w góry.